# Bundestagswahlkreis Bautzen I
Der Bundestagswahlkreis Bautzen I (Wahlkreis 155; bis zur Bundestagswahl 2021 Wahlkreis 156) ist ein Wahlkreis in Sachsen, der zur Bundestagswahl 2009 neu gebildet wurde. Er umfasst den Landkreis Bautzen ohne die Gemeinden Arnsdorf, Ottendorf-Okrilla, Radeberg, Wachau und Großröhrsdorf.

## Geschichte
Mit der Kreisreform von 2008 wurden auch die Wahlkreise in Sachsen grundsätzlich neu gestaltet. Der im neuen Landkreis Bautzen gelegene ehemalige Landkreis Kamenz und die Stadt Hoyerswerda waren bis zur Bundestagswahl 2005 Teil des Wahlkreises Kamenz – Hoyerswerda – Großenhain, der Landkreis Bautzen gehörte in seinem früheren Umfang zum Bundestagswahlkreis Bautzen – Weißwasser. Zur Bundestagswahl 2013 wurde die Nummer des Wahlkreises Bautzen von 157 in 156 geändert und zur Bundestagswahl 2025 in 155. 

## Wahlkreisabgeordnete
| Wahl | Abgeordneter | Abgeordneter  | Partei | Stimmen in % |
| ---- | ------------ | ------------- | ------ | ------------ |
| 2009 |              | Maria Michalk | CDU    | 42,3         |
| 2013 | 49,2         | Maria Michalk | CDU    |              |
| 2017 |              | Karsten Hilse | AfD    | 33,2         |
| 2021 | 33,4         | Karsten Hilse | AfD    |              |
| 2025 | 48,2         | Karsten Hilse | AfD    |              |

## Wahlergebnisse

### Bundestagswahl 2025
| Kandidaten                                             | Kandidaten                 | Parteien/Listen       | Erststimmen | Erststimmen | Zweitstimmen | Zweitstimmen |
| Kandidaten                                             | Kandidaten                 | Parteien/Listen       | Stimmen     | %           | Stimmen      | %            |
| ------------------------------------------------------ | -------------------------- | --------------------- | ----------- | ----------- | ------------ | ------------ |
|                                                        | Kathrin Michel             | SPD                   | 11.384      | 7,1         | 10.373       | 6,5          |
|                                                        | Steffen Roschek            | CDU                   | 38.643      | 24,1        | 32.190       | 20,0         |
|                                                        | Frank Schmidt              | Bündnis 90/Die Grünen | 3.484       | 2,2         | 4.692        | 2,9          |
|                                                        | Matthias Schniebel         | FDP                   | 4.199       | 2,6         | 5.002        | 3,1          |
|                                                        | Karsten Hilsegewählt im WK | AfD                   | 77.339      | 48,3        | 73.912       | 46,0         |
|                                                        | Caren Lay                  | Die Linke             | 15.654      | 9,8         | 12.468       | 7,8          |
|                                                        | Mike Hauschild             | Freie Wähler          | 8.050       | 5,0         | 3.058        | 1,9          |
|                                                        | –                          | Tierschutzpartei      | –           | –           | 1.923        | 1,2          |
|                                                        | –                          | Die PARTEI            | –           | –           | 801          | 0,5          |
|                                                        | –                          | Piraten               | –           | –           | 235          | 0,1          |
|                                                        | –                          | Volt                  | –           | –           | 472          | 0,3          |
|                                                        | –                          | PdH                   | –           | –           | 112          | 0,1          |
|                                                        | –                          | MLPD                  | –           | –           | 53           | 0,0          |
|                                                        | Maik Lehmann               | Bündnis Deutschland   | 1.463       | 0,9         | 642          | 0,4          |
|                                                        | –                          | BSW                   | –           | –           | 14.694       | 9,1          |
| Gesamt                                                 | Gesamt                     | Gesamt                | 160.216     | 100         | 160.627      | 100          |
|                                                        |                            |                       |             |             |              |              |
| Ungültige Stimmen                                      | Ungültige Stimmen          | Ungültige Stimmen     | 1.558       | 1,0         | 1.147        | 0,7          |
| Wähler                                                 | Wähler                     | Wähler                | 161.774     | 80,6        | 161.774      | 80,6         |
| Wahlberechtigte                                        | Wahlberechtigte            | Wahlberechtigte       | 200.639     |             | 200.639      |              |
|                                                        |                            |                       |             |             |              |              |
| Quellen: Die Bundeswahlleiterin, Kandidaten – Ergebnis |                            |                       |             |             |              |              |

### Bundestagswahl 2021
Karsten Hilse (AfD) verteidigte sein Direktmandat und gewann 33,4 Prozent der Erststimmen. Über die Landesliste ihrer Partei erreichten Kathrin Michel (SPD) und Caren Lay (Linke) den Einzug in den 20. Deutschen Bundestag.
| Kandidaten                     | Kandidaten                 | Parteien/Listen      | Erststimmen | Erststimmen | Zweitstimmen | Zweitstimmen |
| Kandidaten                     | Kandidaten                 | Parteien/Listen      | Stimmen     | %           | Stimmen      | %            |
| ------------------------------ | -------------------------- | -------------------- | ----------- | ----------- | ------------ | ------------ |
|                                | Karsten Hilsegewählt im WK | AfD                  | 52.492      | 33,4        | 50.050       | 31,9         |
|                                | Roland Ermer               | CDU                  | 40.929      | 26,0        | 29.213       | 18,6         |
|                                | Caren Lay                  | Linke                | 14.134      | 9,0         | 12.272       | 7,8          |
|                                | Kathrin Michel             | SPD                  | 21.006      | 13,4        | 26.674       | 17,0         |
|                                | Matthias Schniebel         | FDP                  | 12.634      | 8,0         | 17.187       | 10,9         |
|                                | Lukas Mosler               | Grüne                | 4.090       | 2,6         | 6.247        | 4,0          |
|                                | –                          | Tierschutzpartei     | –           | –           | 2.951        | 1,9          |
|                                | Steffi Thomas              | Die PARTEI           | 3.398       | 2,2         | 2.104        | 1,3          |
|                                | –                          | NPD                  | –           | –           | 601          | 0,4          |
|                                | Dirk Nasdala               | Freie Wähler         | 5.341       | 3,4         | 4.157        | 2,6          |
|                                | –                          | Piraten              | –           | –           | 542          | 0,3          |
|                                | –                          | ÖDP                  | –           | –           | 251          | 0,2          |
|                                | –                          | V-Partei³            | –           | –           | 71           | 0,0          |
|                                | –                          | MLPD                 | –           | –           | 69           | 0,0          |
|                                | Daniela Trittmacher        | dieBasis             | 2.644       | 1,7         | 2.296        | 1,5          |
|                                | –                          | Bündnis C            | –           | –           | 256          | 0,2          |
|                                | –                          | III. Weg             | –           | –           | 273          | 0,2          |
|                                | –                          | DKP                  | –           | –           | 96           | 0,1          |
|                                | –                          | Die Humanisten       | –           | –           | 171          | 0,1          |
|                                | –                          | Gesundheitsforschung | –           | –           | 957          | 0,6          |
|                                | –                          | Team Todenhöfer      | –           | –           | 330          | 0,2          |
|                                | –                          | Volt                 | –           | –           | 320          | 0,2          |
|                                | Maik Lehmann               | LKR                  | 467         | 0,3         | –            | –            |
| Gesamt                         | Gesamt                     | Gesamt               | 157.135     | 100         | 157.088      | 100          |
|                                |                            |                      |             |             |              |              |
| Ungültige Stimmen              | Ungültige Stimmen          | Ungültige Stimmen    | 2.098       | 1,3         | 2.145        | 1,3          |
| Wähler                         | Wähler                     | Wähler               | 159.233     | 77,0        | 159.233      | 77,0         |
| Wahlberechtigte                | Wahlberechtigte            | Wahlberechtigte      | 206.895     |             | 206.895      |              |
|                                |                            |                      |             |             |              |              |
| Quellen: Der Bundeswahlleiter, |                            |                      |             |             |              |              |

### Bundestagswahl 2017
| Kandidaten                     | Kandidaten                     | Parteien/Listen   | Erststimmen | Erststimmen | Zweitstimmen | Zweitstimmen |
| Kandidaten                     | Kandidaten                     | Parteien/Listen   | Stimmen     | %           | Stimmen      | %            |
| ------------------------------ | ------------------------------ | ----------------- | ----------- | ----------- | ------------ | ------------ |
|                                | Roland Ermer                   | CDU               | 48.579      | 31,6        | 42.995       | 27,8         |
|                                | Caren Lay                      | Linke             | 24.221      | 15,7        | 22.597       | 14,6         |
|                                | Uta Strewe                     | SPD               | 15.836      | 10,3        | 14.378       | 9,3          |
|                                | Karsten Hilsegewählt im WK     | AfD               | 52.770      | 34,3        | 52.041       | 33,7         |
|                                | Jens Bitzka                    | GRÜNE             | 3.247       | 2,1         | 3.768        | 2,4          |
|                                | –                              | NPD               | –           | –           | 2.371        | 1,5          |
|                                | Torsten Herbst                 | FDP               | 9.247       | 6,0         | 12.122       | 7,8          |
|                                | −                              | Piraten           | –           | –           | 602          | 0,4          |
|                                | Günter Hutschalik              | Freie Wähler      | 3.562       | 2,3         | 2.569        | 1,7          |
|                                | Christoph Tobias Mzingisi Faku | BüSo              | 635         | 0,4         | 233          | 0,2          |
|                                | –                              | MLPD              | –           | –           | 138          | 0,1          |
|                                | –                              | BGE               | –           | –           | 559          | 0,4          |
|                                | –                              | DiB               | –           | –           | 312          | 0,2          |
|                                | –                              | ÖDP               | –           | –           | 435          | 0,3          |
|                                | −                              | Die PARTEI        | –           | –           | 1.356        | 0,9          |
|                                | –                              | Tierschutzpartei  | –           | –           | 2.172        | 1,4          |
|                                | –                              | V-Partei³         | –           | –           | 195          | 0,1          |
|                                | Andreas Lutz Richter           | Einzelbewerber    | 779         | 0,5         | –            | –            |
| Gesamt                         | Gesamt                         | Gesamt            | 153.899     | 100         | 154.475      | 100          |
|                                |                                |                   |             |             |              |              |
| Ungültige Stimmen              | Ungültige Stimmen              | Ungültige Stimmen | 2.443       | 1,6         | 1.867        | 1,2          |
| Wähler                         | Wähler                         | Wähler            | 156.342     | 77,2        | 156.342      | 77,2         |
| Wahlberechtigte                | Wahlberechtigte                | Wahlberechtigte   | 202.580     |             | 202.580      |              |
|                                |                                |                   |             |             |              |              |
| Quellen: Der Bundeswahlleiter, |                                |                   |             |             |              |              |

Maria Michalk (CDU), die das Mandat seit 2002 ununterbrochen innehatte, trat nicht erneut an. Damit ist im 19. Deutschen Bundestag zum ersten Mal seit 15 Jahren kein Sorbe vertreten.
Der Wahlkreis war einer von drei Wahlkreisen in ganz Deutschland, in denen der AfD-Kandidat das Direktmandat erhielt. Der Wahlkreis Bautzen I wird im Bundestag durch den direkt gewählten Karsten Hilse (AfD) und durch die über die Landesliste gewählten Caren Lay (Die Linke) und Torsten Herbst (FDP) vertreten.

### Bundestagswahl 2013
| Kandidaten                     | Kandidaten                 | Parteien/Listen   | Erststimmen | Erststimmen | Zweitstimmen | Zweitstimmen |
| Kandidaten                     | Kandidaten                 | Parteien/Listen   | Stimmen     | %           | Stimmen      | %            |
| ------------------------------ | -------------------------- | ----------------- | ----------- | ----------- | ------------ | ------------ |
|                                | Maria Michalkgewählt im WK | CDU               | 74.794      | 49,2        | 69.335       | 45,6         |
|                                | Caren Lay                  | LINKE             | 32.452      | 21,3        | 30.290       | 19,9         |
|                                | Ilko Keßler                | SPD               | 17.268      | 11,4        | 18.502       | 12,2         |
|                                | Reiner Deutschmann         | FDP               | 3.948       | 2,6         | 4.723        | 3,1          |
|                                | Sten Jacobson              | GRÜNE             | 3.709       | 2,4         | 4.249        | 2,8          |
|                                | Holger Szymanski           | NPD               | 7.270       | 4,8         | 6.271        | 4,1          |
|                                | –                          | BüSo              | –           | –           | 202          | 0,1          |
|                                | –                          | MLPD              | –           | –           | 146          | 0,1          |
|                                | –                          | AfD               | –           | –           | 10.811       | 7,1          |
|                                | –                          | pro Deutschland   | –           | –           | 905          | 0,6          |
|                                | Ralf Zeidler               | Freie Wähler      | 4.517       | 3,0         | 3.470        | 2,3          |
|                                | Marion Nawroth             | PIRATEN           | 3.035       | 2,0         | 3.109        | 2,0          |
|                                | Engelbert Merz             | Einzelbewerber    | 2.024       | 1,3         | –            | –            |
|                                | Henry Nitzsche             | Einzelbewerber    | 2.986       | 2,0         | –            | –            |
| Gesamt                         | Gesamt                     | Gesamt            | 152.003     | 100         | 152.013      | 100          |
|                                |                            |                   |             |             |              |              |
| Ungültige Stimmen              | Ungültige Stimmen          | Ungültige Stimmen | 3.252       | 2,1         | 3.242        | 2,1          |
| Wähler                         | Wähler                     | Wähler            | 155.255     | 69,4        | 155.255      | 69,4         |
| Wahlberechtigte                | Wahlberechtigte            | Wahlberechtigte   | 223.726     |             | 223.726      |              |
|                                |                            |                   |             |             |              |              |
| Quellen: Der Bundeswahlleiter, |                            |                   |             |             |              |              |

### Bundestagswahl 2009
| Kandidaten                     | Kandidaten                 | Parteien/Listen   | Erststimmen | Erststimmen | Zweitstimmen | Zweitstimmen |
| Kandidaten                     | Kandidaten                 | Parteien/Listen   | Stimmen     | %           | Stimmen      | %            |
| ------------------------------ | -------------------------- | ----------------- | ----------- | ----------- | ------------ | ------------ |
|                                | Maria Michalkgewählt im WK | CDU               | 64.325      | 42,3        | 59.103       | 38,8         |
|                                | Ilko Keßler                | SPD               | 16.870      | 11,1        | 18.906       | 12,4         |
|                                | Caren Lay                  | LINKE             | 38.241      | 25,1        | 37.144       | 24,4         |
|                                | Reiner Deutschmann         | FDP               | 17.755      | 11,7        | 20.969       | 13,8         |
|                                | Cordula Ratajczak          | GRÜNE             | 60.505      | 39,8        | 6.431        | 4,2          |
|                                | Mario Ertel                | NPD               | 8.363       | 5,5         | 7.597        | 5,0          |
|                                | –                          | BüSo              | –           | –           | 1.268        | 0,8          |
|                                | –                          | REP               | –           | –           | 527          | 0,3          |
|                                | –                          | MLPD              | –           | –           | 448          | 0,3          |
| Gesamt                         | Gesamt                     | Gesamt            | 152.059     | 100         | 152.393      | 100          |
|                                |                            |                   |             |             |              |              |
| Ungültige Stimmen              | Ungültige Stimmen          | Ungültige Stimmen | 2.907       | 1,9         | 2.573        | 1,7          |
| Wähler                         | Wähler                     | Wähler            | 154.966     | 65,2        | 154.966      | 65,2         |
| Wahlberechtigte                | Wahlberechtigte            | Wahlberechtigte   | 237.786     |             | 237.786      |              |
|                                |                            |                   |             |             |              |              |
| Quellen: Der Bundeswahlleiter, |                            |                   |             |             |              |              |